# Leiobunum uxioum
Leiobunum uxioum is een hooiwagen uit de familie Sclerosomatidae.